# Odbočka (železnice)

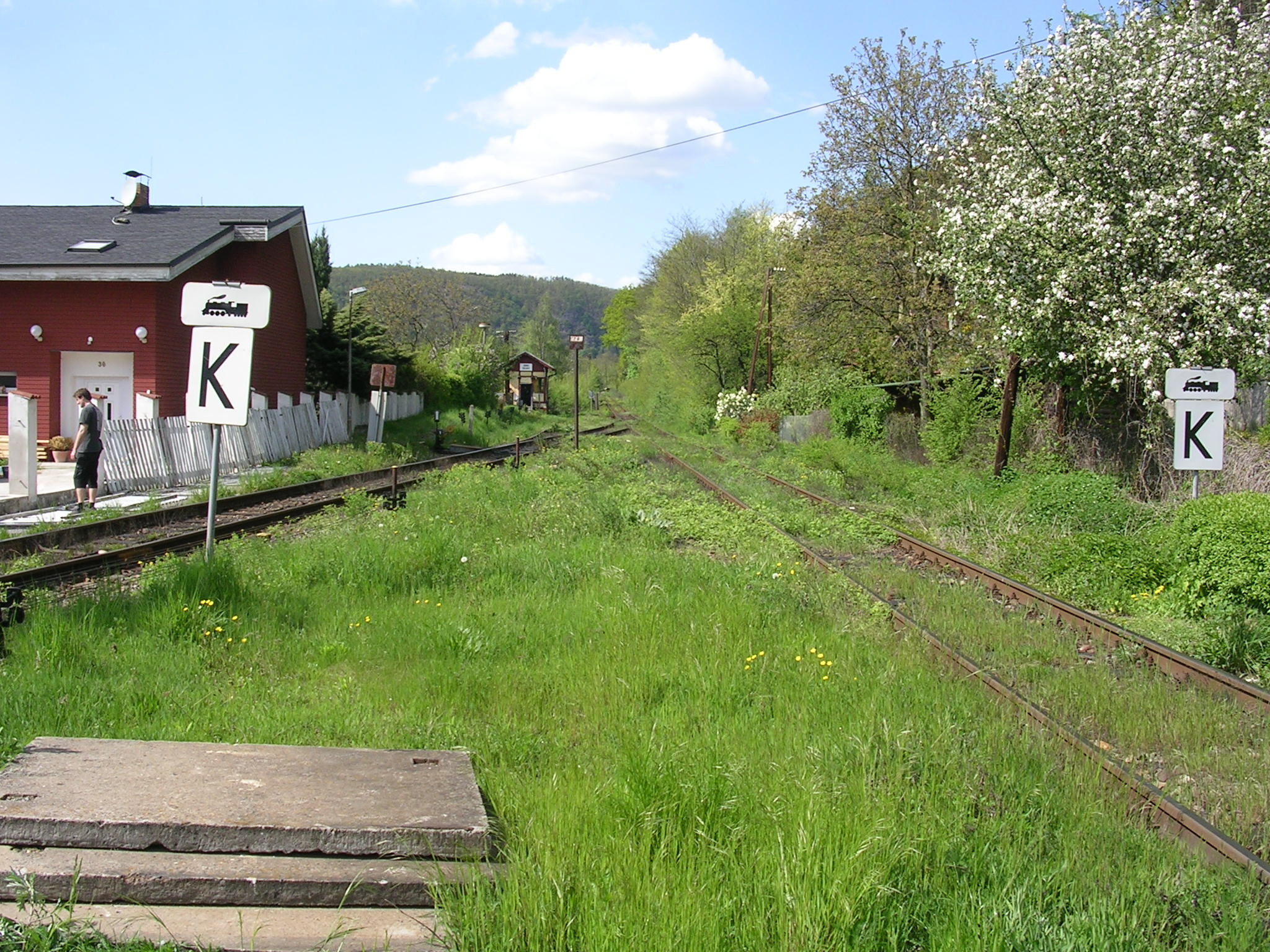
Odbočka Skochovice na železniční trati 210, kde se tato trať větví na trať do Měchenic a dále do Dobříše a trať do Davle a dále do Čerčan. Kolej v levé části snímku přísluší trati do Dobříše, kolej v pravé části snímku patří čerčanské větvi. V pozadí je patrná odbočná výhybka, kde se obě tratě rozdělují, traťová kolej pokračující do Vraného nad Vltavou a budova odbočky, v níž koná službu signalista.

Odbočka je dopravna s kolejovým rozvětvením na trati umožňující přechod vlaků z jedné trati na druhou. Některé odbočky však nemusí být dopravnou, neslouží-li pro řízení sledu vlaků, případně mohou být dopravnou pouze pro vlaky určitého směru.
Odbočka může být také dočasně zřízena při výlukových pracích na dvoukolejných tratích, kde taková odbočka slouží k přechodu mezi dvoukolejným úsekem a úsekem jednokolejným (tj. s jednou vyloučenou kolejí). Takové odbočky byly na české železnici až do konce 90. let 20. století nazývány výhybnami.
Počet odboček obsazených zaměstnanci obsluhy dráhy na české železniční síti postupně klesá, neboť jsou dálkově řízeny ze železničních stanic.